# Idaea johnsoni
Idaea johnsoni là một loài bướm đêm trong họ Geometridae.